# Stridsvagn m/31

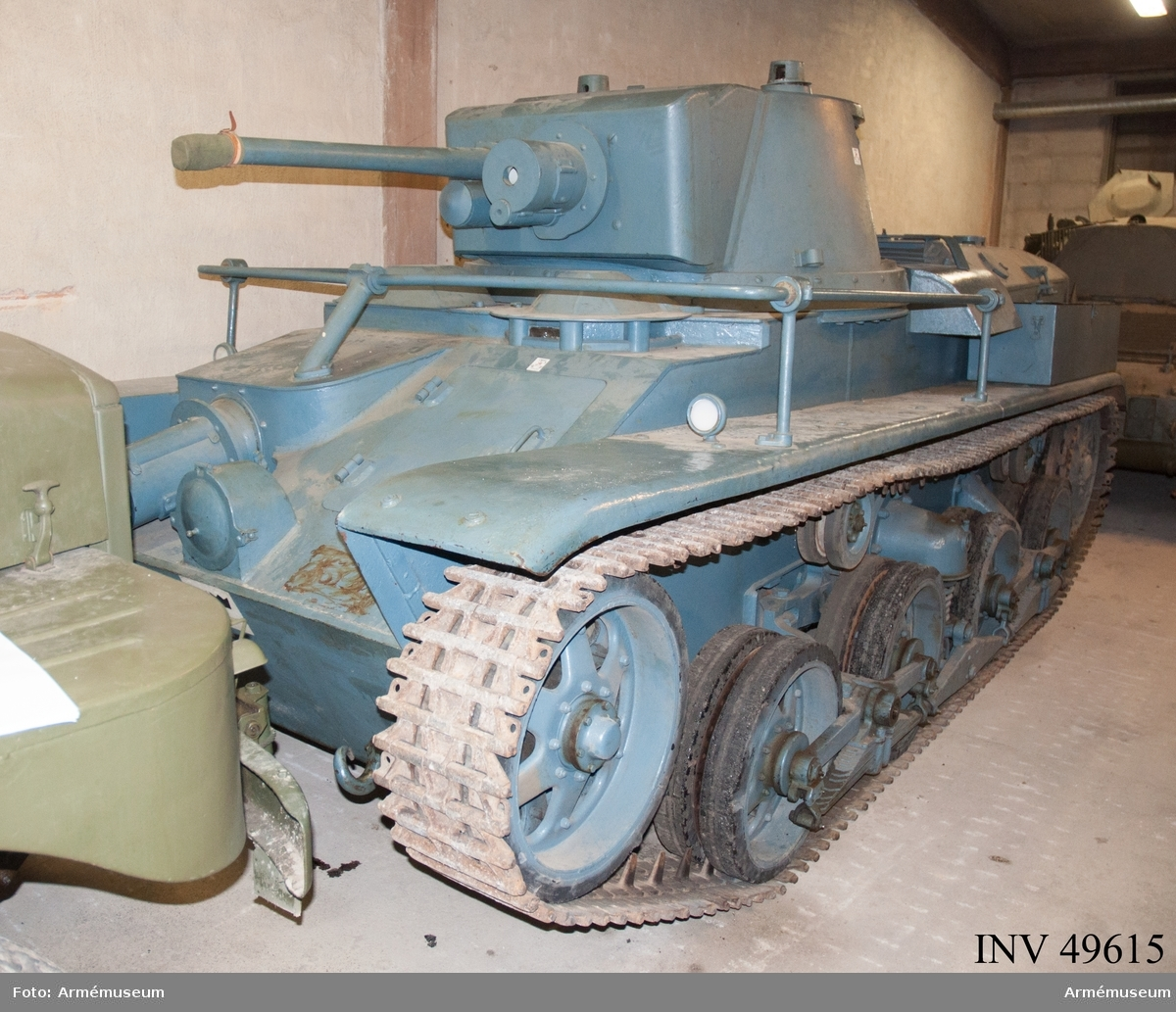
Stridsvagn m/31. Armémuseum.

Stridsvagn m/31 (Landsverk L-10) var en svensk stridsvagn byggd av AB Landsverk åren 1932–1935.
Kungliga arméförvaltningen hade i oktober 1931 lämnat in en order på tre försökfordon av modellen L-10, vilka efter förseningar kunde levereras 1935. Den var beväpnad med en 37 mm Bofors kanon och två 6,5 mm kulsprutor m/14-29 och hade 8–24 mm pansar. Då stridsvagnen togs fram hade den en för sin tid mycket tekniskt avancerat utförande. Skrovet var svetsat i stället för nitat, stridsvagnen var försedd med prismaperiskop i stället för siktlucka och ett avancerat bandupphängningssystem. Utvecklingen sprang dock snabbt ifatt modellen och i slutet av 1930-talet var dess konstruktion inte längre i framkant. Den drabbades ofta av tekniska problem, de hårt spända banden gick ofta av och var svåra att reparera, handhavandefel gjorde att växellådorna ofta gick sönder. Vintertid drabbades man även ofta av snöinpackning i det bakre monterade drivhjulet. Många av delarna var även tysktillverkade vilket gjorde att man blev beroende av en utländsk leverantör för reservdelar, vilket gjorde att inga fler vagnar beställdes.
Då andra världskriget bröt ut, grävdes de in som statiska bunkrar. Besättningen var fyra, vikten på stridsvagnen var 11,5 ton.